# Carl Gustaf Hoffstedt
Carl Gustaf Hoffstedt, född 1803, död 1884, var en svensk jurist.
Hoffstedt auskulterade i Svea hovrätt, blev vice häradshövding, protokollsekreterare i Kunglig Majestäts kansli och revisionssekreterare. Han var justitieråd i Högsta domstolen 1848–1868.